# Arzah
Arzah (tiếng Ả Rập: أرزة); cũng đánh vần Arze hoặc Arzeh; còn được gọi là al-Arzah al-Dabaa (tiếng Ả Rập: أرزة الضبعة) là một ngôi làng Syria nằm ở Subdistrict của quận Hama ở tỉnh Hama. Theo Cục Thống kê Trung ương Syria (CBS), Arzah có dân số 1.280 trong cuộc điều tra dân số năm 2004. Cư dân của nó chủ yếu là Alawites.